# Памук, Угур
Угур Памук (азерб. Uğur Pamuk; род. 26 июня 1989, Билефельд, Северный Рейн-Вестфалия) — азербайджанский футболист. Играл как на позиции полузащитника, так и в нападении. Привлекался к играм за национальную сборную Азербайджана.

## Биография
Родившийся в немецком городе Билефельде Угур Памук имеет азербайджанские корни. Хотя отец футболиста родом из турецкого города Ыгдыра, его дедушка родился в азербайджанском городе Гянджа. После Второй мировой войны его семья переехала в Ыгдыр, где у футболиста до сих пор проживают родственники. Заниматься футболом Угур начал в четыре года благодаря своему отцу, который привёл его в местную футбольную школу.

## Клубная карьера
Первым клубом юного футболиста стал «ТуС 08 Сенне», за который он отыграл семь лет. Далее перебрался в дубль «Арминии», где за два сезона провёл 16 игр, забив при этом 2 мяча. Следующие три года провёл в составе «ВТЛ Тессен», став автором более чем 50 забитых мячей.
Профессиональную карьеру начал в 2007 году, вернувшись в «Арминию», где отыграл один сезон. В 2008 году состоялся переход Угура в «ТуС Дорнберг», в составе которого футболист провёл 4 года. Команда, выступающая в пятой лиге Германии, уже через год завоевала право на выступление в четвёртом дивизионе. За первые два сезона футболист записал в свой актив 25 голов и более 40 результативных передач.
Переехав в 2012 году в Азербайджан, футболист подписал полуторагодичный контракт с клубом азербайджанской премьер-лиги «Сумгаит Шахар», поменявшим в дальнейшем своё название на «Сумгаит».
В январе 2013 года состоялся переход Угура Памука в ФК «Хазар-Ленкорань», с которым футболист подписал контракт на 2,5 года. Дебют в составе клуба состоялся 12 февраля 2013 года во время матча 19 тура Премьер-лиги против бакинского «Интера». Открыв счёт забитым голам в первом же матче, Памук вошёл в историю клуба, став 49 по счету легионером, забившим мяч в составе «кораблестроителей».

## Сборная Азербайджана
Дебют в составе национальной сборной Азербайджана состоялся 30 мая 2012 года в немецком городе Кельстербах во время отборочного матча чемпионата мира со сборной Андорры.